# Bitwa o Mozyrz i Kalenkowicze

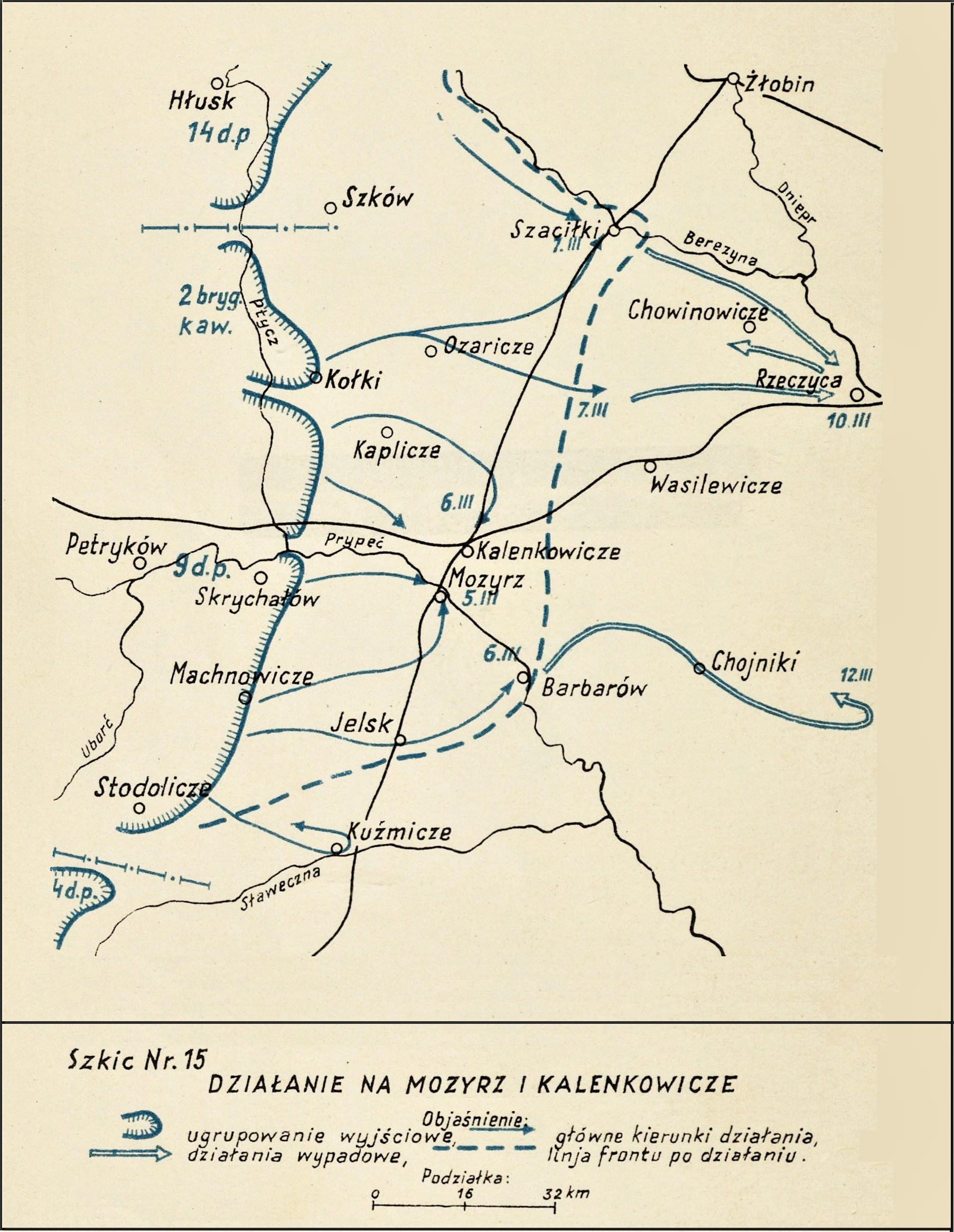
Adam Przybylski,
Wojna Polska 1918–1921

Bitwa o Mozyrz i Kalenkowicze – faza wstępna operacji kijowskiej; walki Grupy Poleskiej toczone z Armią Czerwoną w czasie ofensywy wiosennej wojsk polskich w okresie wojny polsko-bolszewickiej.

## Geneza
Zimą 1919/1920 na froncie polsko-sowieckim odnotowywano tylko działania lokalne. Linia frontu była rozciągnięta od środkowej Dźwiny, wzdłuż Berezyny, Uborci, Słucza, po Dniestr. Zastój w działaniach wojennych obie strony wykorzystywały na przygotowanie się do decydujących rozstrzygnięć militarnych planowanych na wiosnę i lato 1920.
Jeszcze jesienią 1919 ówczesny dowódca 9 Dywizji Piechoty płk Władysław Sikorski zaproponował uderzenie na Mozyrz i Kalinkowicze. Jego zdaniem opanowanie tych miejscowości przerwałoby linię kolejową Piotrogród–Orsza–Żłobin–Kalinkowicze–Żmerynka, która łączyła trzy fronty sowieckie: Północny (estoński i łotewski), Zachodni (polski) i Południowy (skierowany przeciw Denikinowi), a wojskom polskim umożliwiłoby wyjście z błot poleskich i umocnienie się na suchym terenie „półwyspu” mozyrskiego. Do tej koncepcji wrócono na początku roku 1920. Naczelny Wódz Józef Piłsudski wydał 26 lutego 1920 rozkaz skierowany do dowódcy Grupy Poleskiej płk. Władysława Sikorskiego uderzenia na Mozyrz i Kalinkowicze.

## Walczące wojska
| Jednostka                     | Dowódca                          | Podporządkowanie       |
| Wojsko Polskie                |                                  |                        |
| dowództwo Grupy Poleskiej     | płk Władysław Sikorski           |                        |
| 9 Dywizja Piechoty            |                                  | Grupa Poleska          |
| ⇒ XVII Brygada Piechoty       | płk. Mieczysław Trojanowski      | 9 Dywizja Piechoty     |
| → 15 pułk piechoty            | mjr Józef Wolf                   | XVII Brygada Piechoty  |
| → 22 pułk piechoty            | ppłk Władysław Grabowski         | XVII Brygada Piechoty  |
| ⇒ XVIII Brygada Piechoty      | płk Stanisław Springwald         | 9 Dywizja Piechoty     |
| → 34 pułk piechoty            | mjr Aleksander Narbutt-Łuczyński | XVIII Brygada Piechoty |
| → 35 pułk piechoty            |                                  | XVIII Brygada Piechoty |
| 2 Brygada Jazdy               | płk. Zdzisław Kostecki           | Grupa Poleska          |
| → 3 pułk ułanów               |                                  | 2 Brygada Jazdy        |
| → 10 pułk ułanów              | ppłk Walerian Jachimowicz        | 2 Brygada Jazdy        |
| → I i II/ 15 pułku piechoty   |                                  | 2 Brygada Jazdy        |
| 32 pułk piechoty              |                                  | Grupa Poleska          |
| Flotylla Pińska               | por. mar. Jan Giedroyć           | Grupa Poleska          |
| Armia Czerwona                |                                  |                        |
| dowództwo 12 Armii            | Siergiej Mieżeninow              | Front Zachodni         |
| ⇒ 47 Dywizja Strzelców        | komdiw. Nikołaj Krapiwianski     | 12 Armia               |
| → 139 BS (415., 416., 417 ps) |                                  | 47 Dywizja Strzelców   |
| → 141 BS (421., 422., 423 ps) |                                  | 47 Dywizja Strzelców   |
| ⇒ 57 Dywizja Strzelców        | F.A. Kuzniecow                   | 12 Armia               |
| → 169 BS (505., 506., 507 ps) |                                  | 57 Dywizja Strzelców   |
| Flotylla Dnieprzańska         | Boris Choroszchin                |                        |

## Przed bitwą
Ugrupowanie
Grupa Poleska w składzie 9 Dywizja Piechoty, 2 Brygada Jazdy, 32 pułk piechoty i flotylla rzeczna na Prypeci zgrupowana była na ponad stukilometrowym odcinku frontu po obu stronach Prypeci między 4 Dywizją Piechoty, a 14 Wielkopolską Dywizją Piechoty. Na południe od Prypeci stała XVIII Brygada Piechoty płk. Stanisława Springwalda, a na północ, wzdłuż Ptyczy, XVII Brygada Piechoty płk. Mieczysława Rysia-Trojanowskiego. Dalej na północy stanowiska nad Ptyczą zajmowała 2 Brygada Jazdy płk. Zdzisława Kosteckiego.
Plan operacji
Celem operacji było nie odrzucenie, ale okrążenie i zniszczenie sił przeciwnika, a także rozdzielenie sił sowieckich działających w obszarze północnym, od sił skupionych na obszarze południowym. Generał Sikorski swoje rozszerzył o tyle, że postanowił opanować cały odcinek kolei od Kalenkowicz do Szaciłek nad Berezyną.
Plan operacji zakładał działanie trzech zgrupowań taktycznych.
Na centrum ugrupowania miała działać wzmocniona XVII Brygada Piechoty, która uderzeniem czołowym miała związać oddziały sowieckiej 57 Dywizji Strzelców na linii rzeki Tremla, a jednocześnie wykonać obejście ich lewego skrzydła w celu opanowania węzła kolejowego Kalenkowicze oraz mostów i portu na Prypeci w Mozyrzu. W tym celu płk Trojanowski utworzył dwie grupy. Grupa kpt. Bronisława Wielkopolanina-Nowakowskiego (etatowy dowódca III/35 pp) w składzie III/32 pułku piechoty i III/35 pułku piechoty, dwa szwadrony jazdy tatarskiej i 3 bateria 9 pap miała obejść Kalenkowicze od północy i uderzyć na nie od północnego wschodu. Grupa kpt. Leona Grota (Etatowy dowódca I/35 pp) w składzie I i II batalion 35 pułku piechoty, pluton jazdy, pluton artylerii, pluton saperów i pociąg pancerny „Piłsudczyk" nacierała od zachodu, wzdłuż toru kolejowego.
Na prawo od XVII BP działała XVIII Brygada Piechoty. Miała ona wiązać walką oddziały 47 Dywizji Strzelców na południe od Prypeci. Wydzielona z brygady grupa ppłk. Władysława Grabowskiego działać miała dwiema kolumnami: zasadnicza w składzie I i II batalion 22 pp, dwie kompanie III/22 pp, 4 bateria 7 pap miała atakować Mozyrz od południowego zachodu; druga pod dowództwem mjr. Feliksa Jaworskiego w składzie III/15 pułku piechoty, IV dywizjon strzelców wołyńskich, 2 bateria 9 pap uderzała na Jelsk–Barbarów. Skrzydło brygady zabezpieczała grupa kpt. P. Stefańskiego w sile dwóch kompanii 22 pułku piechoty nacierająca na Kuźmicze.
Na lewym skrzydle zgrupowania uderzeniowego nacierać miała 2 Brygada Jazdy wzmocniona I i II batalionem 15 pułku piechoty ugrupowana na linii rzeki Ptycz. Jej zdaniem było sforsowanie Ptyczy, opanowanie rejonu Domanowieże–Ozarycze i przecięcie połączenia kolejowego Kalenkowicze-Żłobin w rejonie stacji kolejowej Chołodniki oraz wyjście głębokim zagonem na linię kolejową Kalinkowicze-Rzeczyca–Homel.
Jednocześnie z manewrem na Mozyrz i Kalinkowicze, na prawym skrzydle Grupy Poleskiej, 4 Dywizja Piechoty organizowała wypad na Owrucz. Miał on odwrócić uwagę sowieckiego dowództwa od działań wojsk gen. Sikorskiego.

## Walki o Mozyrz i Kalenkowicze
Naprzeciw wojsk Grupy Poleskiej stała sowiecka 139 i 141 Brygada Strzelców. W ich składzie walczyły oddziały marynarzy, komunistów węgierskich i jeńców byłej armii austro-węgierskiej. W sumie liczyły one około 4100 ludzi, 24 działa, 81 ckm-ów i 6 pociągów pancernych. Do dyspozycji dowódcy sowieckiej 12 Armii była też rozmieszczona w rejonie Rzeczycy odwodowa 57 Dywizja Strzelców.
O świcie 4 marca ruszyło natarcie wojsk Grupy Poleskiej. Grupa ppłk. Władysława Grabowskiego przerwała front, zajęła Mieleszkowicze i wzięła do niewoli część żołnierzy I/421 ps. Jazda mjr. Jaworskiego rozbiła w Koczyszczach II batalion 421 ps, a towarzyszący jej III/15 pp nocą z 4 na 5 marca we wsi Wiszenki rozproszył dwa bataliony 507 pułku strzelców. I/34 pp z grupy mjr. Aleksandra Łuczyńskiego stoczył trzygodzinną walkę z oddziałem marynarzy broniącym Skryhałowskiej Słobody i zmusił go do odwrotu. Jedynie słaba grupa kpt. Stefańskiego została zatrzymana pod Kuźmiczami.
5 marca grupa kpt. Bronisława Wielkopolanina-Nowakowskiego, nie napotykając nieprzyjaciela na trasie marszu, podeszła do Kalenkowicz i uderzyła na wyładowujące się oddziały 508 pułku strzelców, który przybył zluzować oddziały 47 DS. Mimo zaskoczenia, czerwonoarmiści podjęli walkę. Około 17.45 przybyły im z pomocą dwa pociągi pancerne, a strzelcy podjęli próbę kontrataku. Po jego odparciu do ataku ruszył III/35 pp. Do 19.30 większość transportów i oba pociągi pancerne zmuszono do wycofania się w stronę Rzeczycy. Trzeci, improwizowany pociąg pancerny został obezwładniony i zdobyty przez Polaków. W rękach sowietów pozostał jednak główny budynek stacyjny. Około 20.30 od strony Mozyrza nadjechał sowiecki pociąg wiozący oddział marynarzy. Wysłane rosyjskie patrole wpadły w ręce Polaków, a ich zbyt długa nieobecność spowodowała, że sowieccy żołnierze opuścili pociąg i pieszo wycofali się na wschód. Podobnie postąpiła obsada kolejnego pociągu. O świcie zajęto główny budynek stacji, a polskie patrole przyprowadziły około 500 jeńców z 416, 417 i 508 pułku strzelców.
5 marca sukcesy odnosiła także grupa kpt. Leona Grota. Toczyła ona walki z pododdziałami 416 pułku strzelców spychając go na wschód, a w dniu następnym, w Kalenkowiczach, nawiązała łączność taktyczna z oddziałami kpt. Bronisława Nowakowskiego.
W tym czasie grupa ppłk. Grabowskiego z XVIII BP odrzuciła słabe oddziały sowieckie, a idący na jej czele I batalion 22 pułku piechoty wdarł się do Mozyrza, uchwycił most na Prypeci i okrążył kwaterujący w mieście sztab brygady z 47 DS. Po krótkim oporze oficerowie sztabu brygady poddali się.
Około 17.00, z orkiestrą na czele, weszła do Mozyrza pozostała część grupy ppłk. Grabowskiego. Kilka godzin później przybyły też oddziały grupy mjr. Narbutta-Łuczyńskiego.
Tego samego dnia grupa mjr. Jaworskiego opanowała Jelsk i Barbarów, a do rana 6 marca Grupa Poleska osiągnęła nakazaną rubież.
Wyjątek stanowiły Szaciłki, które to wolno posuwająca się 2 Brygada Jazdy zdobyła dopiero wieczorem i tam nawiązała współdziałanie z 56 pułkiem piechoty 14 DP.
W kolejnych dniach 2 Brygada Jazdy z powodzeniem walczyła pod Hłybowem i Noricą, a 9 Dywizja Piechoty zajęła Jakimowską Słobodę.

## Bilans walk
Uderzenie na Mozyrz i Kalenkowicze zakończyło się pełnym sukcesem Grupy Poleskiej pomimo zdrady polskich planów przez dezerterów z 35 pułku piechoty. Sowieci stracili ważny węzeł kolejowy i możliwość bezkolizyjnego przerzutu wojsk z białoruskiego na ukraiński teatr działań wojennych i odwrotnie. Wysunięta na wschód Grupa Poleska stanowiła stałe zagrożenie dla bardzo ważnego dla Sowietów węzła homelskiego. Zdobyte uzbrojenie i środki materiałowe umożliwiły znaczne wzmocnienie polskiej Flotylli Pińskiej i ułatwiły zaopatrzenie oddziałów gen. Władysława Sikorskiego. Przejęcie znacznej ilości taboru kolejowego, częściowo rozwiązało trudności transportowe strony polskiej. Utrzymanie obu tych miejscowości ułatwiło w maju wojskom polskim wyprowadzenie natarcia na Rzeczycę.
W walkach Grupa Poleska utraciła około 60 poległych i rannych. Wzięto do niewoli ponad 800 jeńców, zdobyto 14 dział, pociąg pancerny, kilkadziesiąt ckm-ów, dwa składy amunicji, 21 lokomotyw, 890 wagonów, trzy statki opancerzone, 23 statki zwykłe i warsztaty okrętowe.